# بیومکاترونیک
بیومکاترونیک  یا زیست‌مکاترونیک دانش کاربردی و میان رشته‌ای است که ترکیبی از دانش‌های زیست‌شناسی و مکاترونیک می‌باشد. این دانش خود نیز شامل رشته‌های رباتیک و علوم اعصاب است. دستگاه‌های بیومکاترونیک شامل دامنه گسترده‌ای از برنامه‌های کاربردی در توسعه اندام مصنوعی (ساختگی) تا راه‌حل‌های مهندسی درباره‌ی تنفس، چشم و سیستم قلبی‌عروقی می‌باشد.
این رشته به رشته بیومکانیک بسیار نزدیک است.

## یادداشت
1. ↑  Brooker, Graham (2012). Introduction to Biomechatronics. University of Sydney, Australia. ISBN 978-1-891121-27-2.